# Ескімоський переворот
Ескімоський переворот — спосіб повернути у попереднє положення перекинутий каяк, за допомогою стегон або опори на весло.

## Історія
Спосіб запозичений у ескімосів або, як вони самі себе називають, інуїтів.
Для них це була основна техніка виживання при перекиданні каяка під час полювання на тюленів або китів. Нерідко ескімоси були змушені самі перекидати свої каяки, щоб високі важкі хвилі не зламали їм шию. Для того щоб виринути на поверхню, вони застосовували так званий калааллісут переворот, роблячи під водою гребок коротким веслом. Це було перше, чому син навчався у свого батька на воді.

Ескімоський переворот

До 1765 року відноситься перший опис десяти методів постановки каяка на рівний кіль, зроблений місіонером у інуїтів. Ці методи включали перевороти з повним веслом, половиною весла, з гарпуном, на руках. У всіх випадках після позиціонування весла робився ривок стегнами.
Першим, хто вивчив техніку перевороту, не серед ескімосів, був австрієць Еді Поулата. У 1927 році він зробив це, вивчивши матеріали мандрівників Нансена і Джофансена. Англійський мандрівник Джино Воткінс навчився ескімоському перевороту безпосередньо у самих ескімосів у 1930, але незабаром зник безвісти в Арктиці. Всі ці європейці використовували псевдотехніку без або з мінімальним ривком стегнами.
Приблизно в 1965 році, але не раніше, ривок стегнами був заново відкритий і став частиною правильної техніки перевороту для веслування на бурхливій воді.

## Техніка перевороту
Існують декілька видів ескімоського перевороту:

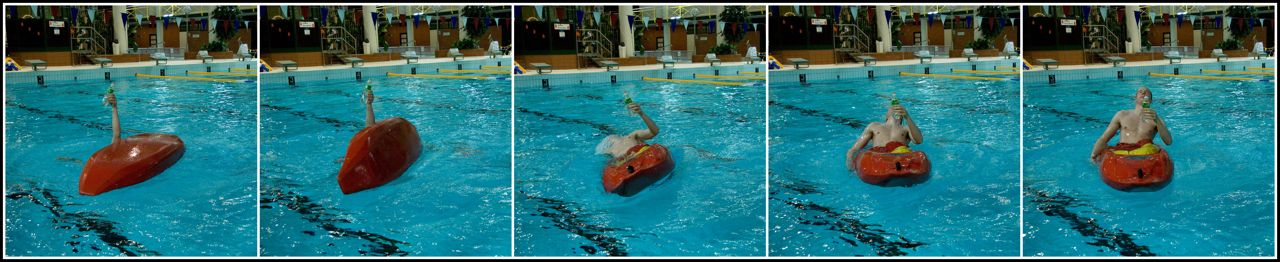
Виконання перевороту однією рукою без використання весла. Пляшка в лівій руці підкреслює її непотрібність — вона не використовується для опори або поштовху від води.

- Важіль
- Прямий гвинт
- Зворотний гвинт
- Лом
- Без весла